# Big in Japan (musikgrupp)
Big in Japan var ett engelskt punk-band, aktivt från 1977 till 1978 samt 1979. En av medlemmarna var Holly Johnson.

## Medlemmar
- Holly Johnson – basgitarr, sång (1977–1978, 1979)
- Bill Drummond – gitarr, sång (1977–1978)
- Kevin Ward – basgitarr, sång (1977)
- Phil Allen – trummor (1977)
- Jayne Casey – sång (1977–1978, 1979)
- Ian Broudie – gitarr (1977–1978, 1979)
- Clive Langer – gitarr (1977)
- Ambrose Reynolds – basgitarr (1977)
- Budgie – trummor (1978, 1979)
- Steve Lindsey – basgitarr (1978)
- David Balfe – basgitarr (1978)

## Diskografi (urval)
- "Brutality, Religion and a Dance Beat" (september 1977; split-singel med The Chuddy Nuddies)
- From Y to Z and Never Again (1978)